# Строительство 612 и ИТЛ
Строительство 612 (другие названия — ИТЛ и Строительство 612, ИТЛ Строительства 612) — исправительно-трудовой лагерь при Строительстве № 612 в Киргизской ССР.

## История
Своё начало лагерь ведёт с 1951 года. Первоначально базой служил город Кара-Балта, а затем с 1952 года — село Калининское Фрунзенской области. В оперативном командовании лагерь при Строительстве 612 изначально подчинялся Главному управлению лагерей промышленного строительства (ГУЛПС), но потом перешёл в ведение ГУЛАГ Министерства юстиции. Здесь содержалось до 3 852 заключённых.
Первое время лагерь именовался «ИТЛ Строительства комбината № 11». С июля по октябрь 1951 года оба названия употреблялись параллельно, после чего окончательно установилось обозначение «Строительство 612 и ИТЛ». 14 мая 1953 года ИТЛ при Строительстве 612 был переименован в Подгорный ИТЛ.

## Численность
| Дата               | Численность |
| ------------------ | ----------- |
| 1 января 1951 года | 1 937       |
| 1 января 1951 года | 2 229       |
| 1 января 1951 года | 3 852       |

## Производство
- Строительство объектов комбината № 11 2-го Главного управления при Совете Министров СССР.
- Разработка и строительство рудников.
- Строительство автодорог.
- Добыча песка и камня.
- Погрузочно-разгрузочные работы.
- Строительство и эксплуатация кирпичного завода.
- Разработка Туроковакского месторождения и деревообработка в городе Рыбачьем.